# 차고스 제도 영유권 분쟁

모리셔스 및 모리셔스가 주장하는 섬. 이 중 차고스 제도가 반환되었다.

차고스 제도(Chagos Archipelago)의 주권은 오랜 기간 모리셔스와 영국 사이에서 분쟁의 대상이 되어 왔다. 모리셔스는 차고스 제도가 자국의 영토라고 지속적으로 주장해 왔으며, 영국의 영유권 주장은 독립 이전 식민지 영토의 분할을 금지한 유엔 결의에 위배된다고 보고 있다. 영국과의 협상에 진전이 없자, 모리셔스는 이 문제를 다양한 법적·정치적 포럼에 제소하게 된다.
1967년부터 1973년 사이, 차고스 제도 전체 주민들은 영국에 의해 본국으로의 귀환이 금지되거나 강제적으로 이주당했다. 특히 디에고가르시아섬(Diego Garcia)의 주민 강제 이주는 1971년 7월과 9월 사이에 집중적으로 이루어졌다. 2015년 3월 18일, 상설중재법원(Permanent Court of Arbitration)은 2010년 4월 영국이 차고스 제도에 설정한 해양보호구역(MPA)이 국제법을 위반한 것이라고 만장일치로 판결했다. 이에 대해 영국은 해당 조치들이 구속력이 없으며 국제법상 지위를 갖지 않는다고 주장했다.
2017년 6월 22일, 유엔 총회는 94대 15의 압도적인 표차로 차고스 제도가 1960년대 모리셔스 독립 이전 분리된 경위에 대해 국제사법재판소(ICJ)에 권고적 의견을 요청하기로 결정했다. 이에 따라 2018년 9월, 국제사법재판소는 사건 심리를 시작했고, 17개국이 모리셔스를 지지하는 의견을 제출했다.  반면 영국과 그 동맹국들은 이 문제가 사법적 판단이 아닌 양자 협상을 통해 해결되어야 한다고 주장했다. 2019년 2월 25일, 국제사법재판소는 13대 1의 표결로 “영국은 차고스 제도에 대한 통치를 가능한 한 신속히 종료해야 할 의무가 있다”고 판단했다. 유일하게 영국을 지지한 판사는 미국 국적인 조앤 도노휴(Joan Donoghue)였다. 재판소장 압둘카위 아흐메드 유수프(Abdulqawi Ahmed Yusuf)는 “1965년 차고스 제도의 분리는 주민들의 자유롭고 진정한 의사 표현에 기반하지 않았다”며 “이 같은 통치는 위법 행위이며, 영국은 이를 조속히 종료해야 하며, 모든 유엔 회원국은 모리셔스의 탈식민화를 완수하는 데 협력해야 한다”고 밝혔다. 중국은 2019년 유엔 투표에서 기권했는데, 이는 차고스 제도를 모리셔스에 반환하는 합의에 도달하기 위한 한 걸음이었습니다.
2022년 11월 3일, 영국과 모리셔스는 최근의 국제법적 판단을 반영해 차고스 제도의 영유권 문제에 대한 협상을 시작하기로 발표했다. 이어 2024년 10월 3일, 영국은 차고스 제도를 모리셔스에 이양하기로 합의했다. 다만 이 결정은 해당 제도 내 미군 기지의 존재로 인해 논란이 되기도 했다. 미국은 이 합의를 지지했으나, 이는 자국의 전략적 이익에 잠재적인 영향을 줄 수 있다는 분석도 있다. 지정학적 측면에서 이번 합의는 인도에 유리하게 작용할 것으로 보인다. 인도는 이미 모리셔스와 긴밀한 협력 속에 이 지역에 강한 존재감을 유지하고 있으며, 중화인민공화국의 인도양 내 영향력 확대에 대응하기 위해 미국과도 군사 협력을 강화하고 있다. 2025년 5월 22일, 영국과 모리셔스는 차고스 제도에 관한 최종 합의에 서명했다. 본 합의는 양국의 비준을 거쳐 분쟁의 공식적인 종결로 이어질 예정이다. 2025년 5월 29일, 모리셔스에서 원탁회의가 개최되었다. 이 원탁회의의 주요 논의 주제는 모리셔스 대표단이 차고스 제도로 이동하여 모리셔스 국기를 게양할 수 있도록 하는 방안이다. 이는 영국과의 배상 협정을 마무리하는 데 있어서 상징적인 단계가 될 것 이다.

## 같이 보기
- 영국령 인도양 지역
- 디에고가르시아 해군지원시설